# Exhyalanthrax
Exhyalanthrax is een vliegengeslacht uit de familie van de wolzwevers (Bombyliidae). De wetenschappelijke naam werd gepubliceerd in 1916 door Becker.

## Soorten
- E. afer (Fabricius, 1794) – Kleine bretelrouwzwever
- E. argentifer Becker, 1916
- E. canarionae Baez, 1990
- E. collarti Francois, 1962
- E. contrarius Becker, 1916
- E. melanchlaenus (Loew, 1867)
- E. muscarius (Pallas, 1818)
- E. simonae (Francois, 1970)